# Brilzeekoet
De brilzeekoet (Cepphus carbo) is een vogel uit de familie van alken (Alcidae). Kenmerkend voor deze soort is de witte vlek rond de ogen, vandaar de naam "bril"zeekoet.

## Verspreiding en leefgebied
Deze soort komt voor aan de noordoostelijke kusten en eilanden van Azië: het schiereiland Kamtsjatka, de zee van Ochotsk, het noordoosten van Noord-Korea, de Koerilen en Hokkaido (Japan).

## Status
De grootte van de populatie is in 1996 geschat op 140-148 duizend vogels. Op de Rode lijst van de IUCN heeft deze soort de status niet bedreigd.